# Esagono

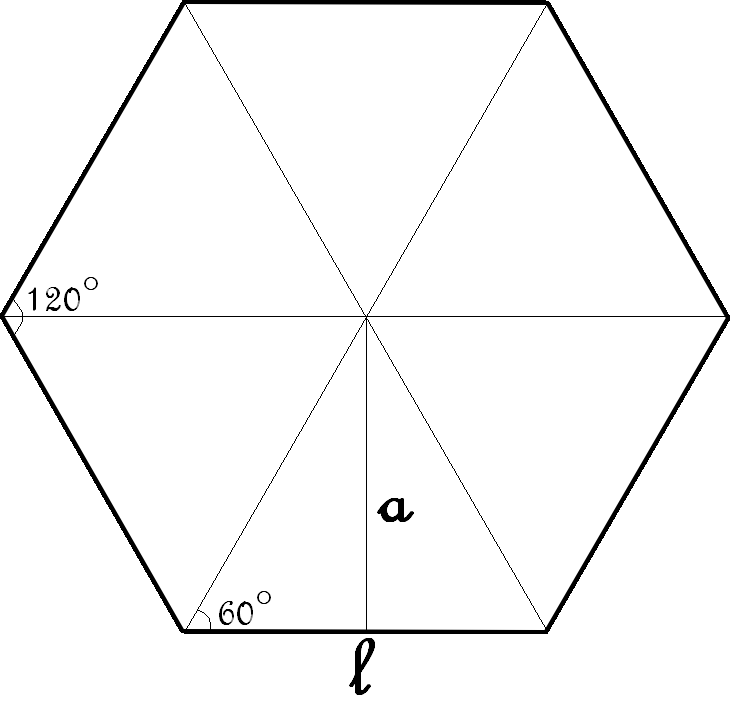
Esagono regolare

Un esagono è un poligono con sei lati e sei vertici, il suo simbolo di Schläfli è {6}. In esso si possono tracciare nove diagonali.
La parola esagono è composta da ἕξ che significa sei e da γωνία che significa angolo a ricordare il fatto che tale poligono contiene sei angoli interni.

## Esagono regolare

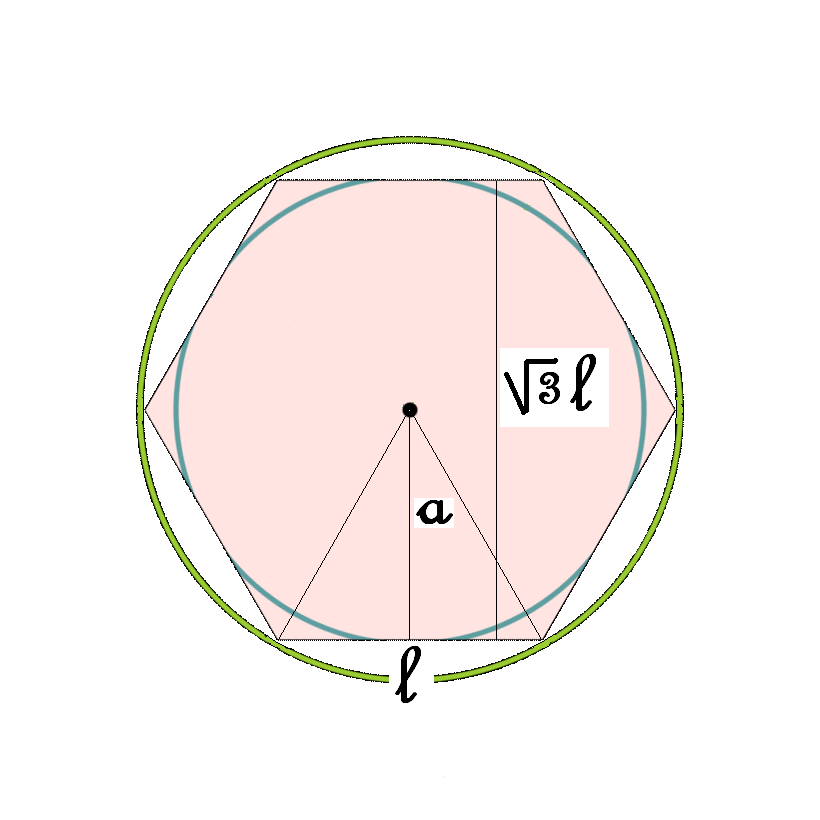
Circonferenza inscritta e circoscritta

Un esagono regolare è un esagono con i sei lati di uguale lunghezza e con i sei angoli congruenti (uguale ampiezza).

### Angoli
Gli angoli interni di un esagono regolare misurano tutti 120°.

### Perimetro
Il perimetro {\displaystyle P} di un esagono regolare di lato {\displaystyle l} è dato da
{\displaystyle P=6\cdot l.}

### Apotema
L'apotema {\displaystyle a} dell'esagono regolare, dato dal raggio della circonferenza inscritta, è pari a:
{\displaystyle a={\frac {{\sqrt {3}}\cdot l}{2}}\,\!\simeq 0{,}866025\cdot l.}
Il diametro della circonferenza circoscritta è pari a {\displaystyle 2l} mentre il diametro della circonferenza inscritta è {\displaystyle {\sqrt {3}}\cdot l\simeq 1{,}73205\cdot l}.

### Area
L'area dell'esagono regolare di lato {\displaystyle l}, apotema {\displaystyle a} e perimetro {\displaystyle P} è data da:
{\displaystyle A={\frac {Pa}{2}}=6{\frac {al}{2}}=3al={\frac {3{\sqrt {3}}}{2}}l^{2}\simeq 2{,}59808\cdot l^{2}.}
{\displaystyle A={\frac {Pa}{2}}=6{\frac {al}{2}}={\frac {6}{\sqrt {3}}}a^{2}\simeq 3{,}4641\cdot a^{2}}
{\displaystyle A={\frac {Pa}{2}}=6{\frac {al}{2}}={\frac {\sqrt {3}}{24}}P^{2}\simeq 0{,}072169\cdot P^{2}}
L'area dell'esagono regolare, essendo {\displaystyle l=R}, con raggio della circonferenza circoscritta {\displaystyle R} è data da:
{\displaystyle A={\frac {3{\sqrt {3}}}{2}}R^{2}.}

### Tassellazioni
Come succede per i quadrati e i triangoli equilateri, gli esagoni regolari si possono unire per ricoprire porzioni di piano senza lasciare spazi vuoti (tre esagoni intorno a ogni vertice): per questo motivo sono molto utili per costruire tassellazioni. Non a caso, le cellette del favo di un alveare sono esagonali, stante l'uso efficiente di spazio e di materiali da costruzione che tale forma consente. Il diagramma di Voronoi di una rete di triangoli equilateri è equivalente alla tassellazione di un favo con esagoni regolari.

### Solidi archimedei
Non esistono solidi platonici che hanno come facce esagoni regolari: I solidi archimedei con alcune facce esagonali sono il tetraedro troncato, l'ottaedro troncato, l'icosaedro troncato (che incontriamo nel classico pallone da calcio e nella molecola di fullerene), il cubottaedro troncato e l'icosidodecaedro troncato.

## Valore simbolico
In francese, il termine L'Hexagone (L'Esagono) è spesso utilizzato come sinonimo di Francia, i cui confini hanno una forma vagamente esagonale.

## Costruzione dell'esagono regolare
Un esagono regolare è costruibile con riga e compasso. L'immagine seguente è un'animazione che mostra passo-passo il metodo suggerito da Euclide nei suoi Elementi (libro IV, proposizione 15).